# Сен-Морис-сюр-Венжан
Сен-Мори́с-сюр-Венжа́н (фр. Saint-Maurice-sur-Vingeanne) — коммуна во Франции, находится в регионе Бургундия. Департамент коммуны — Кот-д’Ор. Входит в состав кантона Фонтен-Франсез. Округ коммуны — Дижон.
Код INSEE коммуны — 21562.

## Население
Население коммуны на 2010 год составляло 214 человек.
| 1962 | 1968 | 1975 | 1982 | 1990 | 1999 | 2010 |
| ---- | ---- | ---- | ---- | ---- | ---- | ---- |
| 242  | 214  | 184  | 175  | 139  | 162  | 214  |

## Экономика
В 2010 году среди 116 человек трудоспособного возраста (15—64 лет) 89 были экономически активными, 27 — неактивными (показатель активности — 76,7 %, в 1999 году было 61,7 %). Из 89 активных жителей работали 80 человек (43 мужчины и 37 женщин), безработных было 9 (5 мужчин и 4 женщины). Среди 27 неактивных 10 человек были учениками или студентами, 8 — пенсионерами, 9 были неактивными по другим причинам.